# ユークロマチン
ユークロマチン（英: euchromatin）とは、遺伝子がより多く含まれているクロマチンの形状または種類のことで、転写が頻繁な領域である。ヘテロクロマチンと異なり原核生物と真核生物の両方で見つかる。染色体上では薄い色が観察され、細胞周期では中期でのみ凝縮される。

## 関連用語
- 細胞核
- 染色体